# POV-Ray
POV-Ray，全名是，是一个使用光线跟踪绘制三维图像的开放源代码自由軟體。运行POV脚本语言。它是基于DKBTrace来开发的，DKBTrace是由David Kirk Buck和Aaron A. Collins编写在Amiga上的。POV-Ray早期也受到了Polyray raytracer作者Alexander Enzmann的帮助。很多漂亮的图片就是由POV-Ray来制作的。

## 历史
该软件最初发展始于80年代，是一個歷史悠久的三維算圖引擎。David Kirk Buck下载了一个为Unix编写的Amiga光线跟踪软件的原始碼。当他玩了一段时间后，他觉得应该自己写一个类似软件，以自己的名字縮寫命名為DKBTrace，以。於是他將它贴在了一个電子佈告欄上面，以为别人也許对它感兴趣。1987年，Aaron Collins下载了DKBTrace然后开始了x86机器的移植工作。他和David Buck一起合作为它添加了更多功能。
这个软件越來越流行，他们已经为了加新功能而应付不过来。1989年7月，David把这个軟體变成了一个程序员团队合作的項目。这时候，他觉得繼續用自己的名字来命名不甚妥當，因為他已不再維護此軟體。所以考虑了很多新的名字。最初打算使用「STAR-Light」（为动画和渲染而生存的软件：Software Taskforce on Animation and Rendering），但是最后变成了「持续不断更新版本的光线跟踪引擎Persistence of Vision Raytracer」，简写为「POV-Ray」。
POV-Ray是第一个在空间轨道渲染出图片的光线跟踪软件，由马克·沙特尔沃思在国际空间站渲染。

## 特征
POV-Ray不像一般的3D軟體有圖形化使用介面，其使用自有腳本語言來描述場景。POV腳本語言具備圖靈完備性，可以編寫巨集以及迴圈程式。
- 支援幾種幾何元素以及構造實體幾何。
- 物件表面的折射、反射。
- 支援TGA、PNG影像格式

## 当前版本
最新的版本是3.7。
- 支援多核心CPU對稱多處理。
- 新增高動態範圍成像（HDRI）格式如OpenEXR和Radiance輸入與輸出。

## 场景描述语言（Scene Description Language）例子
下面的例子给出了场景描述语言（Scene Description Language）在POV-Ray的一个应用实例。展示了使用视角，光源，一个简单的方块模型和缩放，旋转，平移变换的效果。
```
#version
 
3.6
;

#include
 
"colors.inc"

global_settings
 
{
 
assumed_gamma
 
1.0
 
}

background
   
{
 
color
 
rgb
 
<
0.25
,
 
0.25
,
 
0.25
>
 
}

camera
       
{
 
location
  
<
0.0
,
 
0.5
,
 
-
4.0
>

               
direction
 
1.5
*
z

               
right
     
x
*
image_width
/
image_height

               
look_at
   
<
0.0
,
 
0.0
,
 
0.0
>
 
}

light_source
 
{
 
<
0
,
 
0
,
 
0
>

               
color
 
rgb
 
<
1
,
 
1
,
 
1
>

               
translate
 
<
-
5
,
 
5
,
 
-
5
>
 
}

light_source
 
{
 
<
0
,
 
0
,
 
0
>
        

               
color
 
rgb
 
<
0.25
,
 
0.25
,
 
0.25
>

               
translate
 
<
6
,
 
-
6
,
 
-
6
>
 
}

box
          
{
 
<
-
0.5
,
 
-
0.5
,
 
-
0.5
>

               
<
0.5
,
 
0.5
,
 
0.5
>

               
texture
 
{
 
pigment
 
{
 
color
 
Red
 
}

                         
finish
  
{
 
specular
 
0.6
 
}

                         
normal
  
{
 
agate
 
0.25
 
scale
 
1
/
2
 
}
 
}
	

               
rotate
 
<
45
,
46
,
47
>
 
}

```

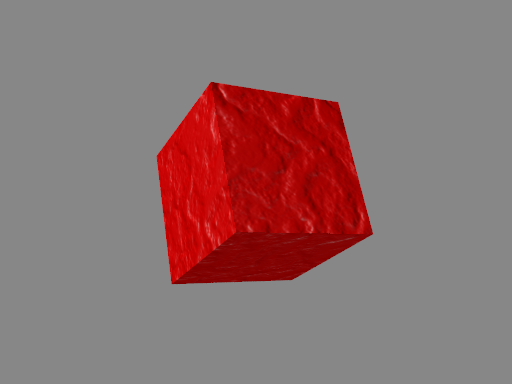
POV-Ray根据左边的脚本的对应输出

下面的脚本片段展示了使用变量声明，赋值，比较和while循环结构。

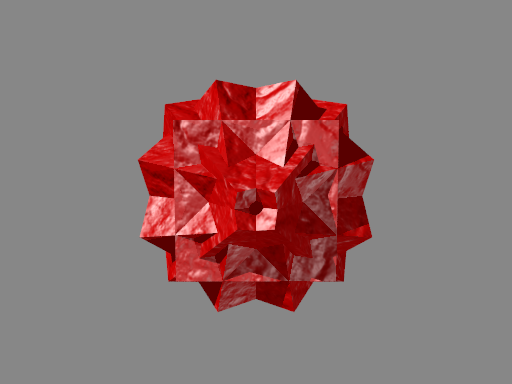
POV-Ray根据左边的脚本的对应输出

```
#declare
 
the_angle
 
=
 
0
;

#while
 
(
the_angle
 
<
=
 
360
)

	
box
 
{
   
<
-
0.5
,
 
-
0.5
,
 
-
0.5
>

		
<
0.5
,
 
0.5
,
 
0.5
>

               
texture
 
{
 
pigment
 
{
 
color
 
Red
 
}

                         
finish
  
{
 
specular
 
0.6
 
}

                         
normal
  
{
 
agate
 
0.25
 
scale
 
1
/
2
 
}
 
}

		
rotate
 
the_angle
 
}

	
#declare
 
the_angle
 
=
 
the_angle
 
+
 
45
;

#end

```

## 外在连结
- 正式网址（页面存档备份，存于）

1. ↑  POV-Ray License